# 더 보이스 오브 저머니
《더 보이스 오브 저머니》(영어: The Voice of Germany)는 2011년부터 독일에서 방송되고 있는 오디션 프로그램이다.